# Variável luminosa azul

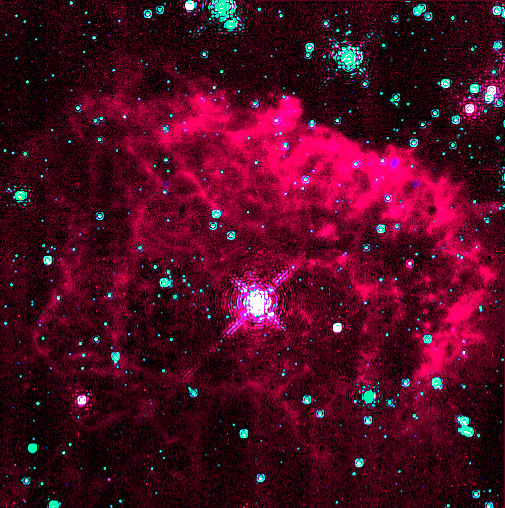
Imagem em falsa cor da estrela da Pistola.

Estrelas variáveis luminosas azuis, também conhecidas como variáveis S Doradus, são hipergigantes que apresentam um brilho azul intenso, assim nomeadas em referência a S Doradus, a estrela mais brilhante na Grande Nuvem de Magalhães. Elas exibem variações de brilho lentas e prolongadas, pontuadas por explosões de brilho durante eventos de perda de massa substancial (por exemplo, em Eta Carinae e P Cygni). Esse tipo de estrela é extraordináriamente raro. O Catálogo Geral de Estrelas Variáveis lista apenas 20 objetos da classe SDor.
Estrelas variáveis luminosas azuis podem apresentar brilho milhões de vezes superior ao do Sol, e, com massas superiores a 150 vezes a massa do Sol, elas se aproximam do limite máximo teórico para massas estelares, fazendo delas as estrelas mais luminosas, mais quentes, e as maiores emissoras de energia no universo. Se essas estrelas fossem maiores, a força da gravidade gerada por elas seria insuficiente para contrabalançar a pressão por radiação, fazendo com que elas repelissem o excesso de massa pelo vento estelar. Com as características inerentes a elas, essas estrelas mal são capazes de manter o equilíbrio hidrostático pois o vento estelar produzido por elas ejeta matéria de maneira constante, promovendo a diminuição da massa da estrela. Por essa razão, as variáveis luminosas azuis costumam ser cercadas por nebulosas, que são criadas por essas erupções; Eta Carinae é o exemplo mais próximo e bem estudado. Devido à grande massa e alta luminosidade, o tempo de vida dessas estrelas muito curto — de apenas poucos milhões de anos.
As teorias atuais estabelecem que o estágio de variável luminosa azul é necessário na evolução das estrelas mais massivas, para que elas possam perder o excesso de massa. Elas podem evoluir para estrelas Wolf-Rayet antes de explodirem em supernovas. Se a estrela não perder massa o bastante, elas podem originar supernovas poderosas criadas pela instabilidade de par.
Alguns modelos sugerem que a LBV 1806-20 ou a estrela da Pistola estejam entre as estrelas mais luminosas conhecidas.  As explosões das variáveis luminosas azuis podem produzir supernovas impostoras.

## Lista de variáveis luminosas azuis
- Eta Carinae
- Estrela da Pistola
- LBV 1806-20
- P Cygni
- S Doradus
- HD 269858 (= R127)
- HD 269006 (= R71)
- AG Carinae
- Wray 17-96
- AF Andromedae
- AE Andromedae
- HD 5980
- Sanduleak -69° 202a; cessou de existir: a estrela explodiu como SN 1987A